# 이동희 (축구 선수)
이동희(1996년 7월 3일 ~ )는 대한민국의 축구 선수이다. 포지션은 미드필더이다. 현 K4리그의 여주 FC 소속이다.